# Trường Harvard Mở rộng
Trường Harvard Mở rộng (tiếng Anh: Harvard Extension School, gọi tắt là HES) là trường giáo dục thường xuyên của Viện Đại học Harvard ở Cambridge, Massachusetts, Hoa Kỳ. Trực thuộc Khoa Nghệ thuật và Khoa học và điều hành bởi Phân khoa Giáo dục Thường xuyên, HES cung cấp các khóa học về giáo dục khai phóng và đào tạo nghề, chứng chỉ học thuật, bằng đại học và cao học, cũng như chương trình y khoa dự bị.
Được thành lập vào năm 1910 để mở rộng các nguồn lực của Harvard cho cộng đồng dân cư Vùng đô thị Boston, HES đã phát triển theo thời gian để vươn ra toàn cầu thông qua các chương trình học trực tuyến và bán thời gian.
Trường chủ yếu phục vụ cho người lớn tuổi theo học các phương pháp học phi truyền thống và cung cấp hơn 900 khóa học bao gồm cả trực tiếp (tại khuôn viên trường) và trực tuyến (online). Hiện HES có hơn 30,000 sinh viên đang theo học, nhiều gấp rưỡi tổng số sinh viên chính quy của Đại học Harvard.
Trường có tỷ lệ trúng tuyển 100%, tức bất cứ ai cũng có thể tham gia học tại HES. Hầu hết các khóa học tại trường không có giới hạn về tuyển sinh. Sinh viên muốn lấy bằng ALM (thạc sĩ) hoặc ALB (cử nhân) tại trường phải đạt điểm trung bình môn trên 3.0 và nộp đơn đăng ký tốt nghiệp. Tính đến năm 2010, hơn 500 ngàn sinh viên đã theo học các khóa học tại Trường Harvard Mở rộng, tuy nhiên chỉ có chưa đến 0,18% trong số đó tốt nghiệp thành công.
Sinh viên tốt nghiệp HES được nhận bằng chính thức do Hiệu trưởng Đại học Harvard cấp. Tuy nhiên, khác với sinh viên chính quy của "Harvard University", học sinh của HES phải liệt kê cụ thể tên trường là "Harvard Extension School" trên sơ yếu lý lịch.